# Німфей у Герасі
Німфей у Герасі — монументальна споруда античного міста Гераса, яке передувало сучасному Джерашу (розташоване за три з половиною десятки кілометрів на північ від столиці Йорданії Аммана). Складова частина грандіозного комплексу руїн Гераси.

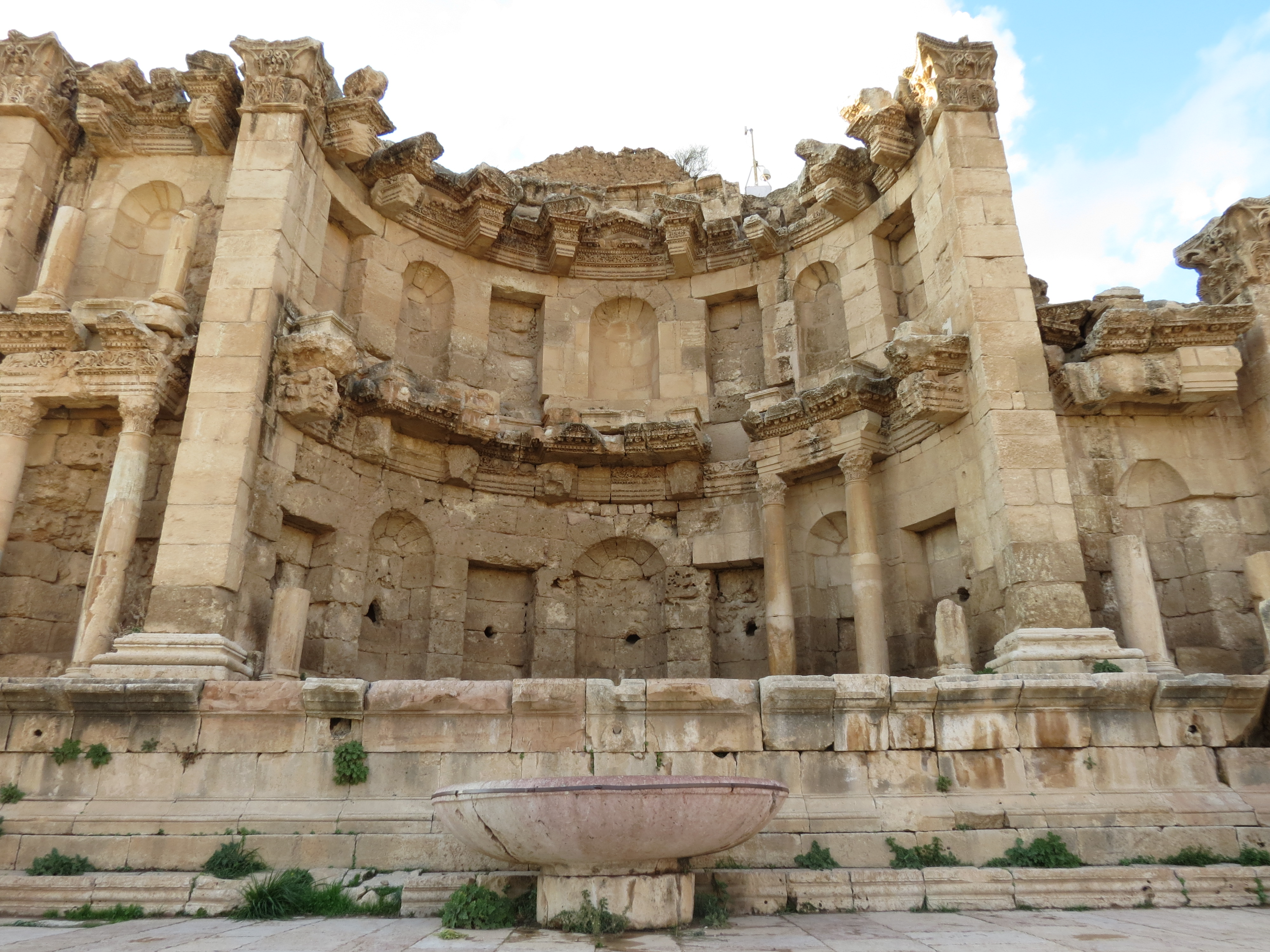
Загальний вигляд споруди з лінії портику кардо

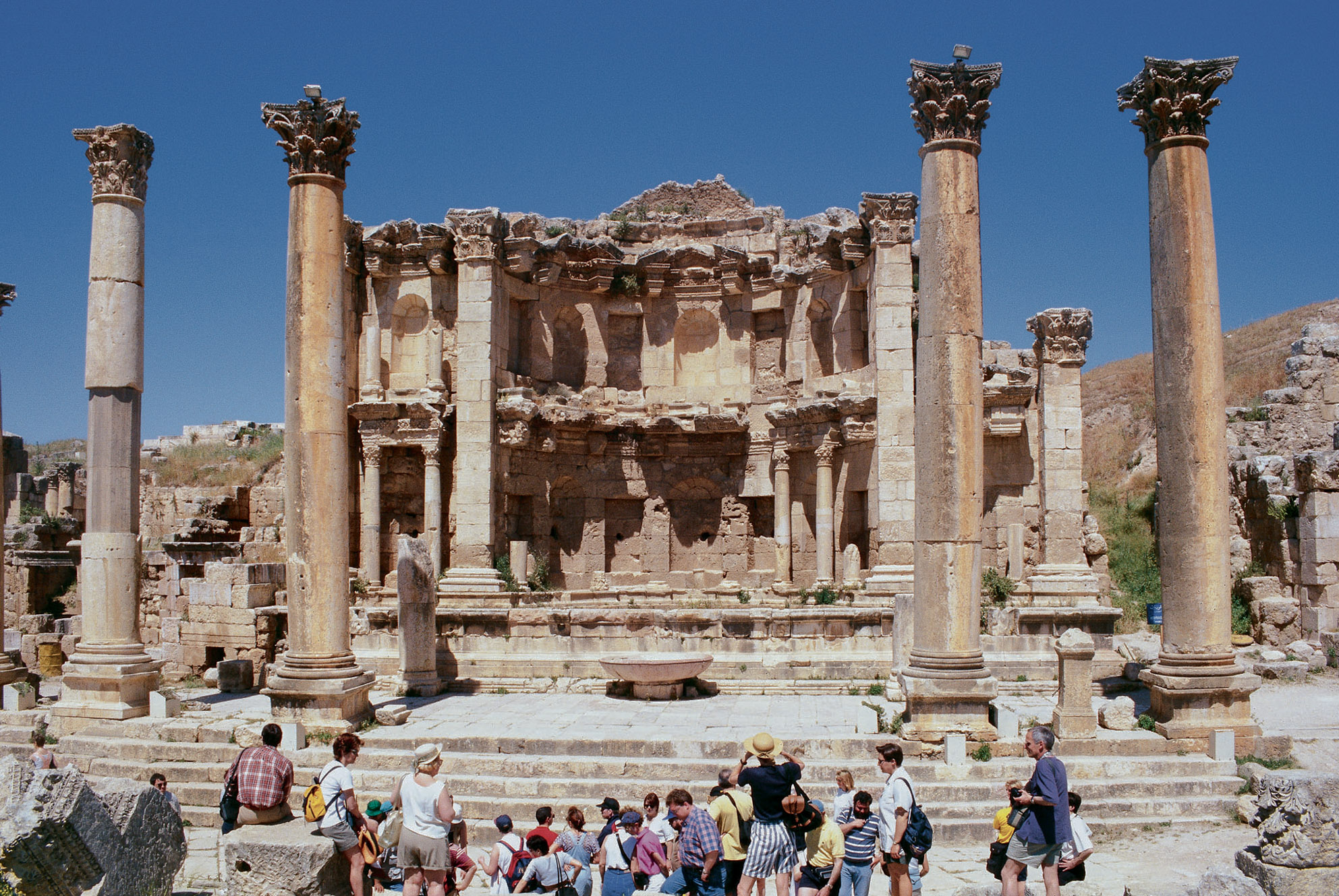
Загальний вигляд споруди з протилежної сторони вулиці, видно також чотири колони по лінії портику кардо

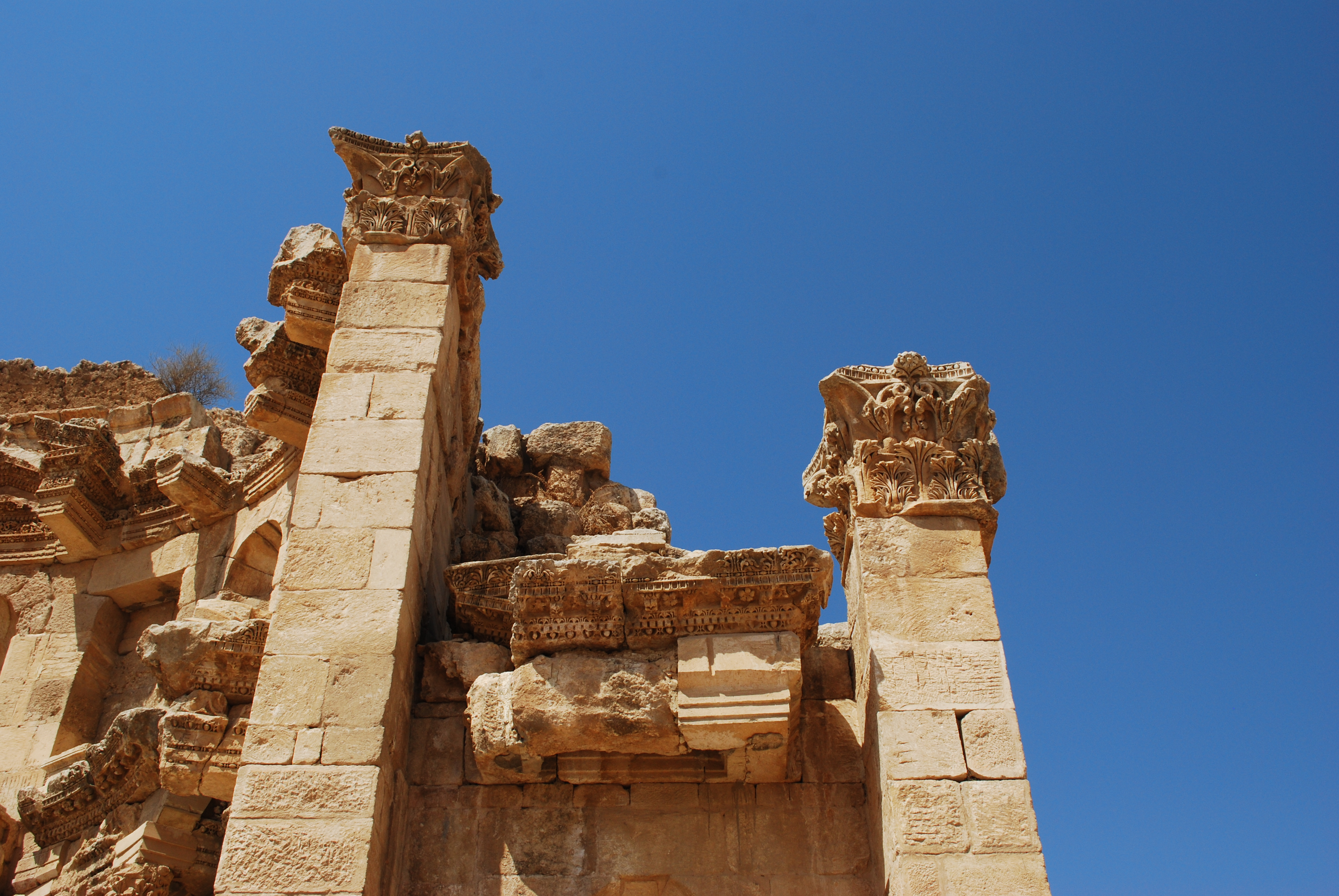
Пілястри із коринфськими капітелями, які обрамляють бічні секції споруди

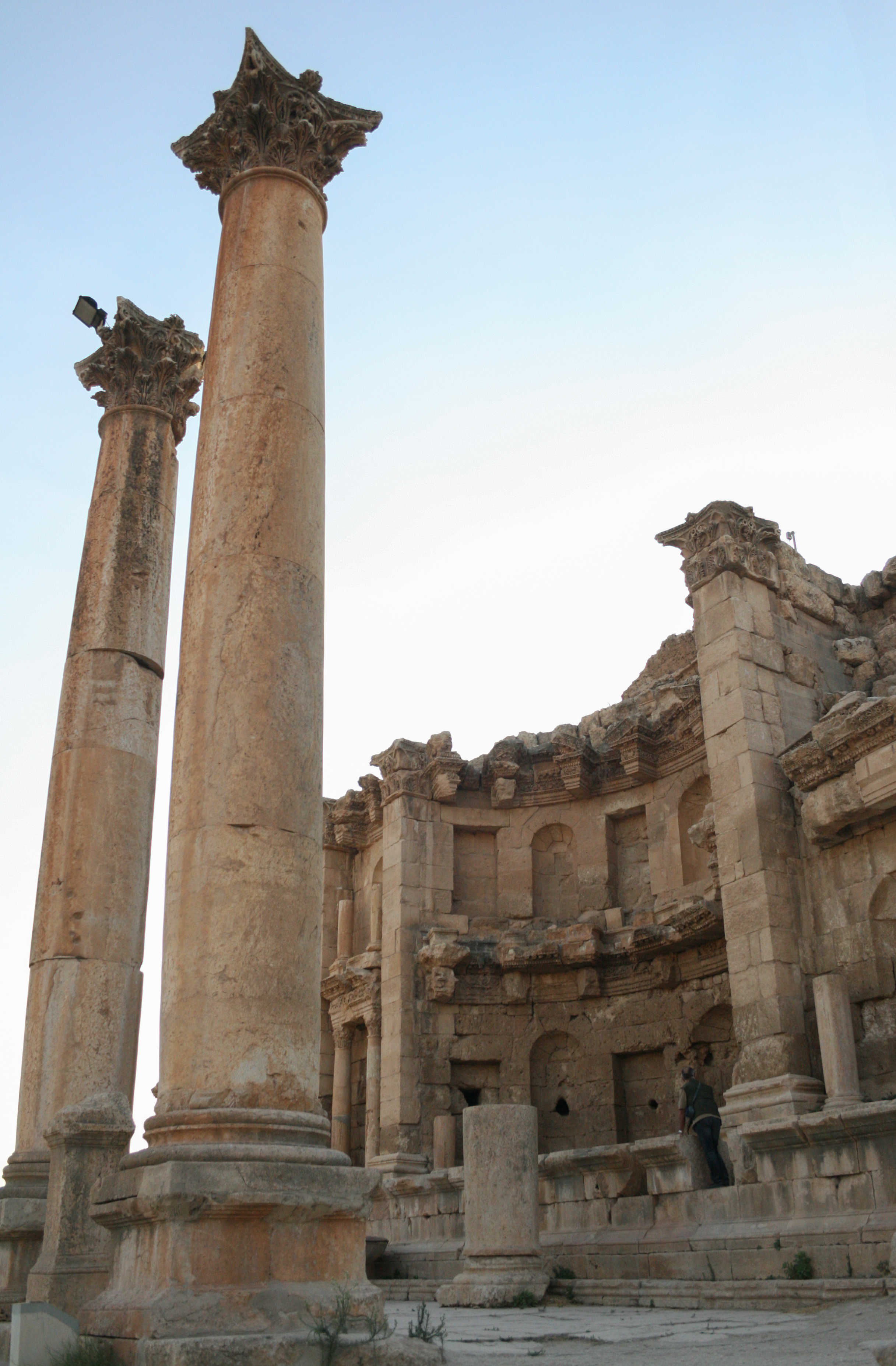

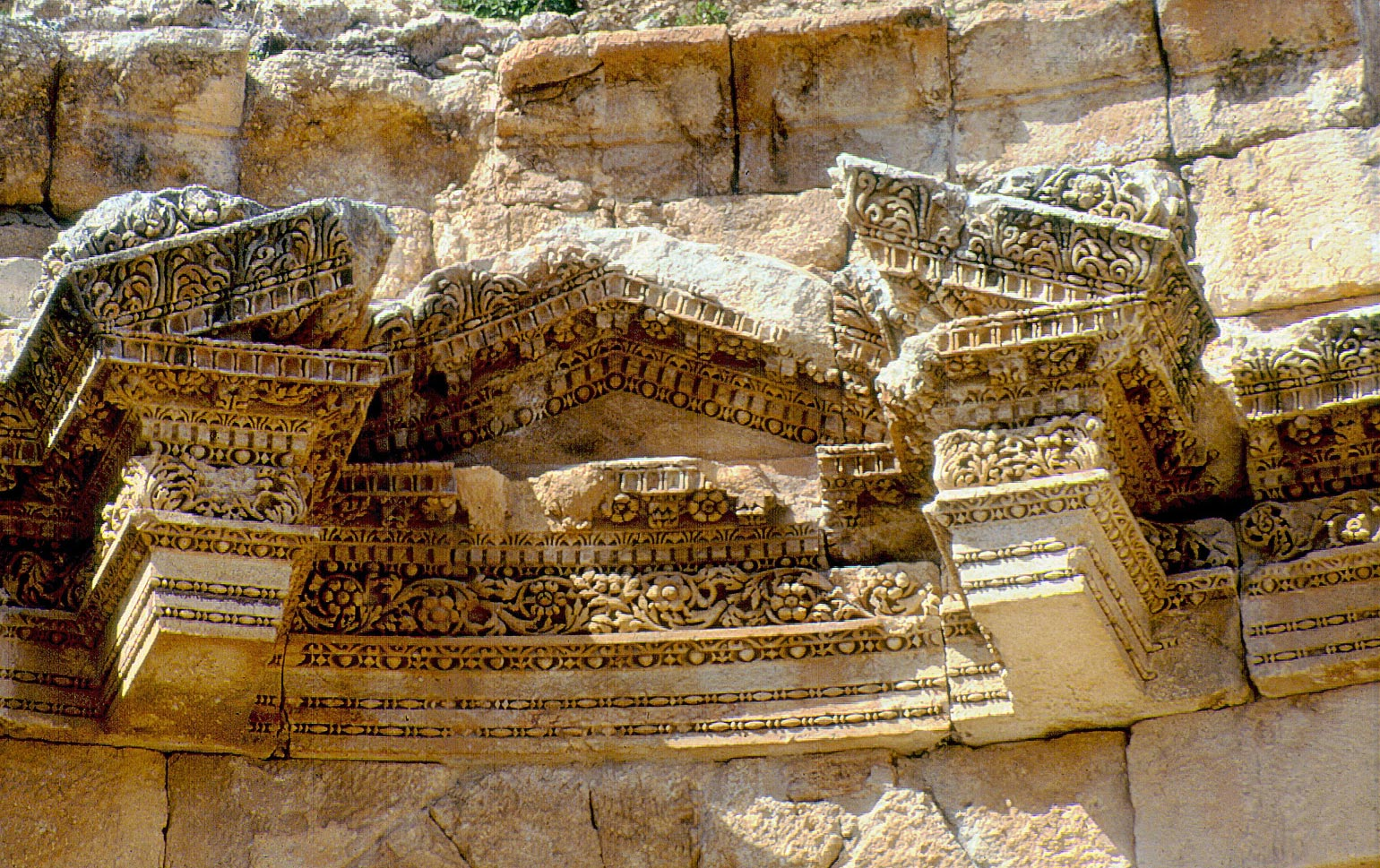
Різьблені елементи, якими прикрашена споруда

Німфей розташовується на західній стороні герасенської кардо (головна вулиця напрямку північ-південь у містах римської імперії), між Храмом Діоніса та Пропілеями храму Артеміди. Він є одним з найкращих зразків монументальних фонтанів, котрі були поширені у східних та південних провінціях Риму — наразі у гарному чи задовільному стані їх можливо побачити в Сагаласі, Сіде (обидва — Туреччина), Лептіс-Магні (Лівія), Філадельфії (так само Йорданія). При цьому німфей Гераси за загальною композицією найбільше схожий із лівійською спорудою, якій він колись поступався пишністю (імператор Септимій Север не пошкодував мармуру для прикрашання рідного міста), проте наразі перевершує її схоронністю.
Навпроти фонтану замість звичайних колон, котрі утворювали портики кардо, встановили чотири значно вищі (можливо відзначити, що такий метод акцентування використовували й у випадку інших монументальних споруд уздовж цієї вулиці, як то мацеллум або вхід до сусіднього храму Діоніса). Ці чотири колони мали коринфські капітелі та були розставлені парами обабіч більш широкого центрального проходу. Розташований за ними німфей складався з великої центральної апсиди (ввігнутого напівкруглого виступу) та прилеглих до неї менших бічних секцій, обрамлених чотирма пілястрами (виступи прямокутної форми). Загальна ширина споруди становить 22 метри (з них діаметр апсиди 11 метрів), а її тильна сторона виконувала функцію підпірної стінки для розташованого позаду пагорбу.
Центральна апсида має два яруси ніш по сім у кожному — чотири прямокутні та розташовані поміж ними три з напівкруглим навершям, тоді як бічні секції містять лише по одній ніші у кожному ярусі. Нижній рівень облицювали плитками із зеленого егейського мармуру (наразі не збереглись), а для верхнього використали штукатурку із розписом. Ніші призначались для розміщення скульптур, при цьому кожну з них обрамляли дві невеликі колони — всього по дванадцять у кожному ярусі (тобто вісім колон в апсиді та по дві у завершуючих прямих секціях). Зверху над апсидою облаштували напівкупол (пофарбований або розписаний), тоді як відносно подальшого простору до лінії колон уздовж кардо існують різні припущення. За одним з них, він залишався без перекриття, створюючи гарне освітлення для оздоблення німфею (зокрема, для його чудових різьблених елементів).

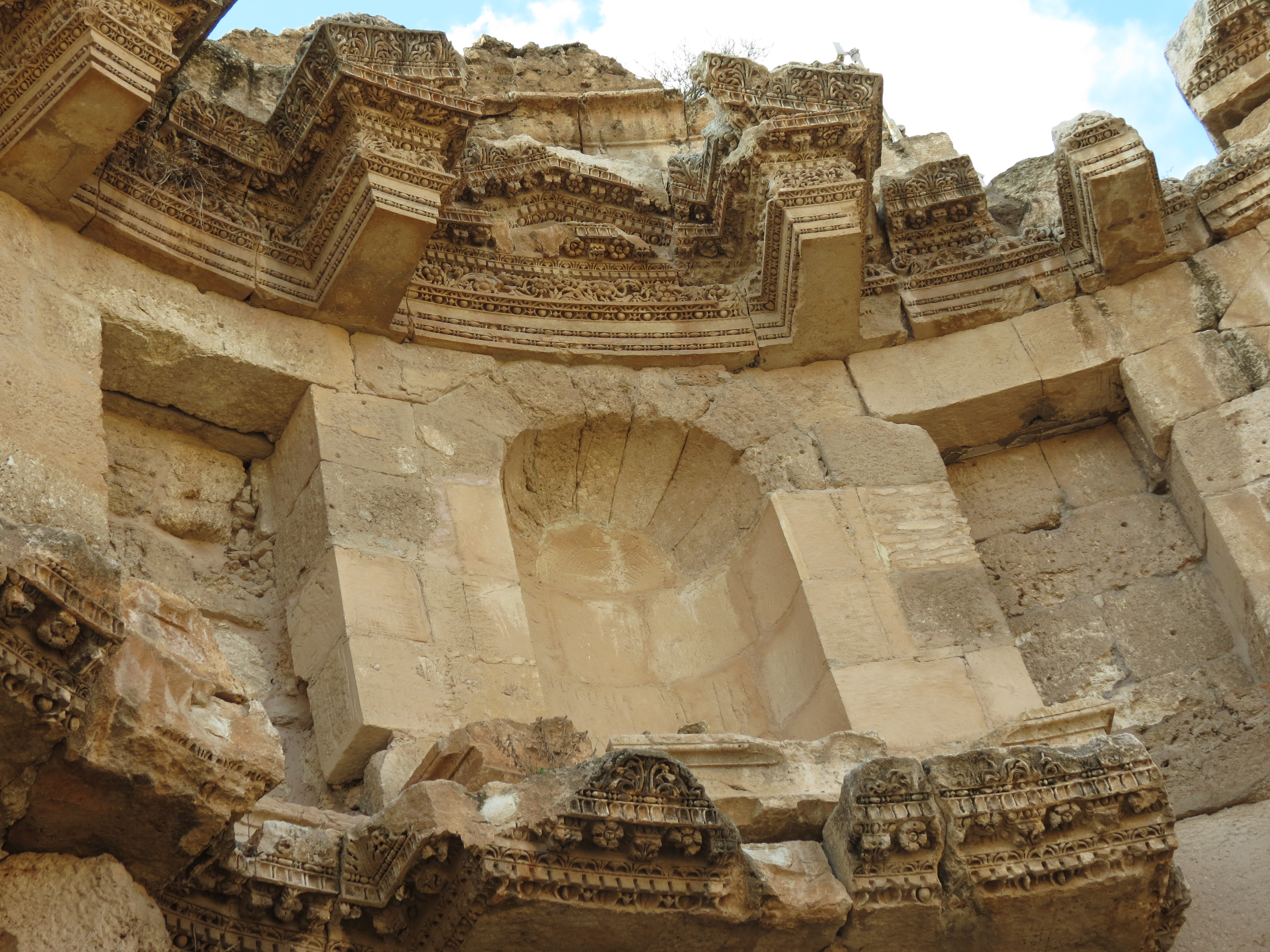
Оздоблення верхнього ярусу апсиди

Чаша фонтану тягнулась уздовж всієї споруди та розповсюджувалась вглиб апсиди. Через ніші першого ярусу останньої до неї надходила вода, яка далі виливалась з семи каналів, які завершувались левовими головами. У візантійські часи навпроти центрального каналу для випуску води встановили великий круглий басейн із червоного граніту. Перед чашею на рівні завершень центральної секції розмістили дві високі колони коринфського ордеру (наразі можливо побачити лише основи), які надалі доповнили ще однією парою меншої висоти — тепер навпроти торців усього німфею (інакше кажучи, ця четвірка розташувалась симетрично до чотирьох великих колон уздовж кардо). Вони виконували декоративну функцію та не підтримували ніякого антаблемента — найімовірніше, ці колони могли нести на своїх капітелях скульптури.
Гарне уявлення про загальний вигляд німфею може надати наведена на відео реконструкція, котра відображає варіант з відсутністю перекриття простору портику перед фонтаном.
Спорудження німфею відносять до 190/191 року нашої ери. Він використовував систему водопостачання, створену для Гераси у 125 році, пропускну спроможність якої збільшили в кінці другого століття.